# Province de Ninh Thuận
Ninh Thuận, anciennement nommée province de Phan Rang, est une province de la région de la côte centrale du Sud du Viêt Nam.
La province de Ninh Thuận est parfois considérée comme faisant partie de la région du Sud-Est, celle du Sud.

## Histoire

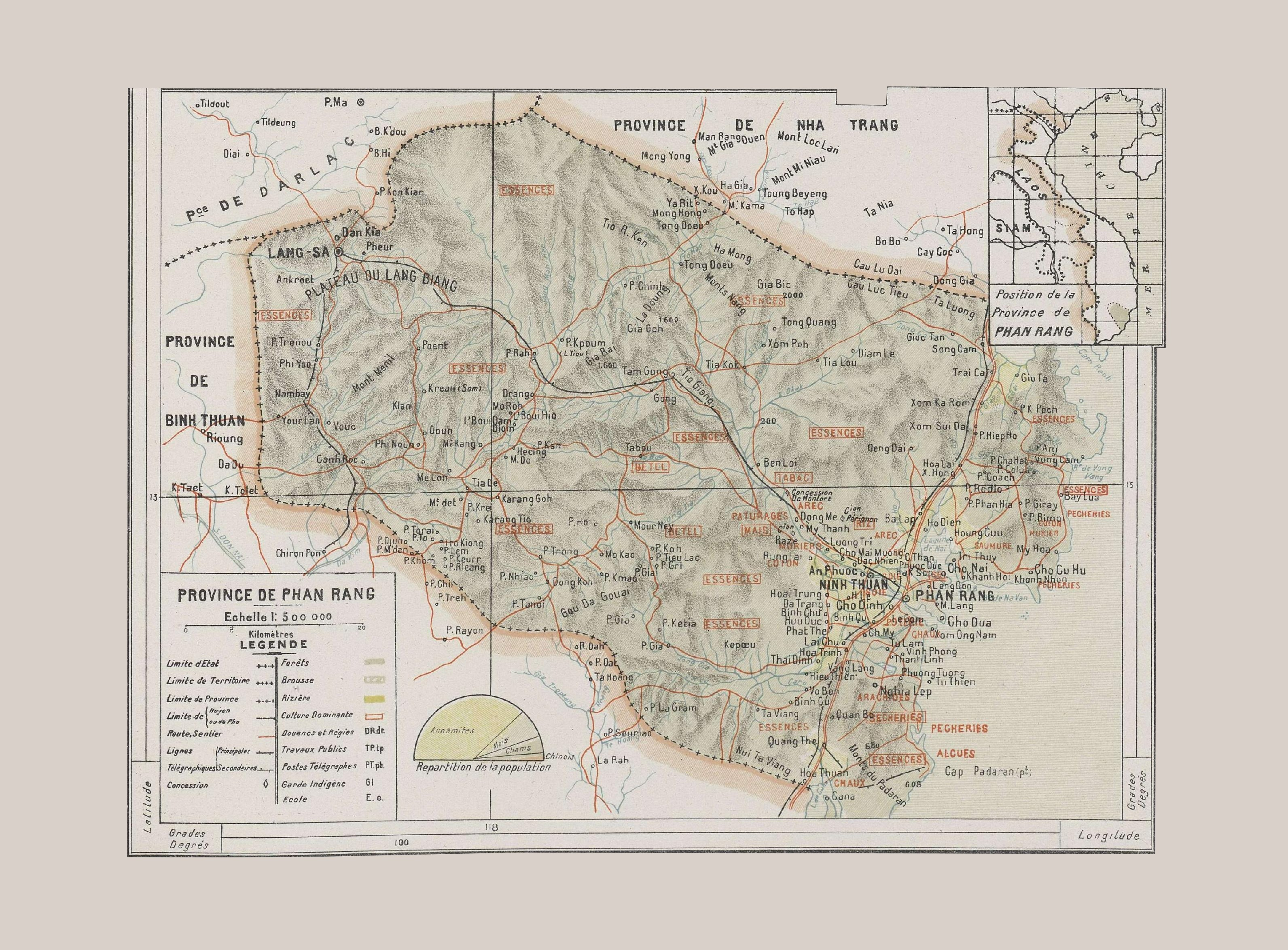
Province de Phan Rang (1909)

En 1901, la province de Phan Rang a été créée, puis renommée Ninh Thuận. En 1976, Ninh Thuận a été fusionnée avec les provinces de Bình Thuận et Bình Tuy. En 1991, Ninh Thuận est redevenue une province distincte.

## Administration

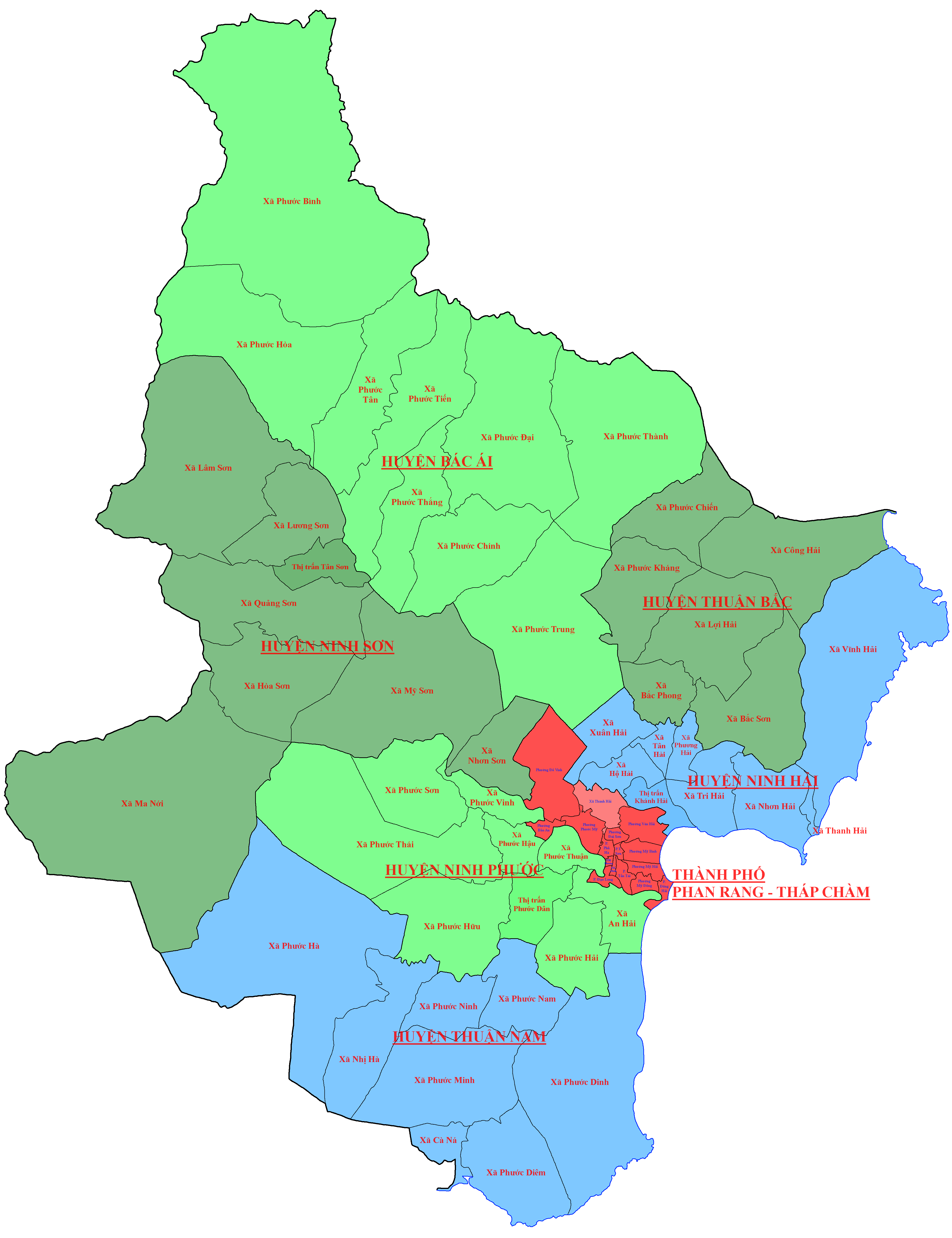
Carte administrative de la province de Ninh Thuận

La province comporte une ville, Phan Rang - Tháp Chàm, et six districts :
1. Bác Ái
2. Ninh Hải
3. Ninh Phước
4. Ninh Sơn
5. Thuận Bắc
6. Thuận Nam

## Transports
Ninh Thuận est située dans un des principaux couloirs nord-sud du Vietnam.
La route nationale 1A ainsi que le chemin de fer Nord-Sud traversent la province.
La gare principale de Ninh Thuận est la gare de Tháp Chàm.
Il y a également deux petites gares : Bà Râu dans le district de Thuận Bắc au nord et Cà Ná près de la frontière sud.
Phan Rang est relié à Da Lat par la route nationale 27 via le col Ngoan Muc.
Ninh Thuận a trois ports:
- Vịnh Vĩnh Hy dans le nord-est du district de Ninh Hải,
- Port de Ninh Chu dans le sud du district de Ninh Hải près de Phan Rang,
- Port de Cà Ná dans le sud de la province.

L'aéroport commercial le plus proche est l'aéroport international de Cam Ranh.